# Lofofora (album)
Pour le groupe, voir Lofofora.
Albums de Lofofora
Lofofora
(1994) Peuh !
(1996)
Il s'agit du premier album de Lofofora enregistré en octobre 1994 par David Weber au studio des forces motrices à Genève.
Lofofora reprend Justice pour tous des Moskokids et invite le DJ d'Oneyed Jack, Cavanna Scratch, sur Holiday in France ; les chanteurs d'Human Spirit, Jam et Jah Jason, sur No facho ; le chanteur et le batteur de Dirty District, Miguel Sagoba et Ifif, sur Irie Style et Baise ta vie.
Deux extraits sonores de films sont utilisés : un de Départ en vacances de Daniel Delume pour Holiday in France et un de Carne de Gaspar Noé.
Il s'agit de l'album de Lofofora qui a connu le plus grand succès en termes de vente (disque d'argent).

## Titres
| 1.    | Holiday In France              | 3:48 |
| 2.    | No Facho (Dub Spirit)          | 4:57 |
| 3.    | Elvis (Martyr Et Tortionnaire) | 3:32 |
| 4.    | Les Meutes                     | 3:51 |
| 5.    | L'Œuf                          | 4:14 |
| 6.    | Subliminable                   | 6:31 |
| 7.    | Justice Pour Tous              | 1:39 |
| 8.    | Le Désordre                    | 4:02 |
| 9.    | Nouveau Monde                  | 4:50 |
| 10.   | Baise Ta Vie                   | 4:44 |
| 11.   | Really TV                      | 3:59 |
| 12.   | Irie Style                     | 6:12 |
| 52:27 |                                |      |